# Villamanrique de la Condesa
Villamanrique de la Condesa è un comune spagnolo di 3 607 abitanti situato nella comunità autonoma dell'Andalusia.